# Smithson Tennant
Smithson Tennant, FRS, (30 de novembre de 1761, Selby, North Yorkshire, Anglaterra – 22 de febrer de 1815, Boulogne-sur-Mer, Pas de Calais, França), fou un químic anglès que descobrí l'iridi i l'osmi, i demostrà que el diamant està compost exclusivament per carboni.

## Vida
Calvert Tennart, el pare de Smithson Tennant, no era el fill gran i no havia d'heretar les propietats familiars, per la qual cosa ingressà al clergat i fou ordenat el 1741. Es casà amb Mary Daunt a l'Abadia de Selby el 1759. Mary era l'única filla de l'apotecari local, William Daunt, que havia mort l'any anterior, i havia deixant les seves propietats a Mary a la mort de la seva mare, que tingué lloc el 1770.
Smithson Tennant rebé la seva educació inicial del seu pare aprenent llatí i grec des dels cinc anys. Després de la seva mort el 1771, la seva mare l'envià a una escola a Scorton (Swaledale) a pocs quilòmetres de la casa de la família de Wensleydale. L'interès de Tennant per la ciència s'inicià aviat. Com que els llibres mèdics i productes químics estaven fàcilment disponibles a la llar a causa de la professió del seu avi com a farmacèutic, potser no sigui sorprenent que preparés pólvora per a la seva pròpia diversió. Quan assistia a la seva propera escola, més propera a Selby, a Tadcaster (Wharfedale), assistí a les conferències públiques d'Adam Walker, un "professor itinerant de filosofia popular". Les preguntes intel·ligents que feia el jove Tennant varen portar-lo a ser convidat a assistir a totes les conferències, i és el primer informe extern del seu interès per la ciència. No obstant això, Tennant no romangué molt temps a Tadcaster, anà a la Beverley Grammar School, possiblement a conseqüència de la influència familiar del seu avi matern. Fundada l'any 702 dC, i la més antiga escola no pública d'Anglaterra, era una institució que tenia un aire de privilegi. La instrucció era en llatí i grec. Sota l'autoritat il·lustrada del Dr George Croft, l'animaren a llegir àmpliament. Entre els volums que estudià hi ha l'Òptica d'Isaac Newton.
En acabar la seva escolarització el 1780, Tennant havia obtingut un ampli coneixement de les llengües clàssiques, una comprensió del francès i una fonamentació en temes científics. Havia expressat el desig d'ampliar els seus estudis amb Joseph Priestley, però d'altres compromisos de Priestley ho feren impossible. En comptes d'això, intentà estudiar amb Joseph Black a la Universitat d'Edimburg però, malauradament, la mare de Tennant morí el 1781 després d'una caiguda mentre es passejava amb ell, deixant-lo sol en el món, sense pares ni germans. No obstant això, sent una família rica a Wensleydale i propietària de terra a Selby, li proporcionava seguretat financera durant la resta de la seva vida. Estudià al Christ's College, Cambridge, aparentment medicina, però també amb un fort interès en química i botànica. Ingressà el 1784 i el 1786 es traslladà a l'Emmanuel College, on es graduà en medicina el 1788 i es doctorà el 1796.
Tenia punts de vista socials i polítics forts, era membre del King of Clubs, un club els membres del qual donaven suport a les idees de Napoleó Bonaparte. De vegades, quan el continent estava lliure de guerra, Tennant viatjà a Europa continental, apreciant la cultura i el paisatge. A Suècia el 1784 conegué Carl Wilhelm Scheele i Jöns Jacob Berzelius; a França Claude-Louis Berthollet i, possiblement, Antoine Laurent Lavoisier.
Tennant tornà a França l'hivern de 1814. Al febrer de 1815, mentre que el vaixell cap a Anglaterra des de Boulogne-sur-Mer es retardava, anà a visitar els fonaments de la columna de Bonaparte. Malauradament, el pont sobre el fossat que duia al lloc no s'havia assegurat caigué sota el pes de Tennant i l'aixafà, morint al cap de només una hora. Està enterrat al cementiri públic de Boulogne-sur-Mer.

## Obra
Durant un temps practicà la medicina, però ràpidament arribà a la conclusió que no era adequat per a ella i es dedicà a la recerca química.
En la seva recerca química, gràcies al seu coneixement del francès, pogué llegir els treballs dels químics francesos. Coincidí amb Lavoisier en descartar la teoria del flogist. Treballà per confirmar les conjectures de Lavoisier de l'estructura del diòxid de carboni (1791) i donà força a la teoria de l'al·lotropia mostrant que el grafit i el diamant eren formes equivalents químicament de l'element carboni (1797). S'interessà per l'agricultura experimentant sobre la germinació de les llavors i les formes d'eliminar l'acidesa del sòl.Demostrà que, tot i que la calcària (carbonat de calci) era beneficiosa, i la dolomita (carbonat de magnesi) perjudicial (1799). L'interès pel sòl li generà un interès per la geologia, estudià d'esmeril, i formà part d'una Societat de Londres que es convertí en la Royal Geological Society.
En 1801 Tennant estudià amb William Hyde Wollaston una massa de platí de 186 kilograms, dissolent-la en aigua règia, una barreja d'àcids nítric i àcid clorhídric concentrats. Obtingué una dissolució altament colorada i un residu negre d'impureses del mineral. Tennant tractà de manera diferent aquest residu d'així com ho havia fet Louis-Nicolas Vauquelin i aconseguí descobrir l'existència de dos elements químics nous, que anomenà osmi per la desagradable olor dels seus òxids, i iridi, per la coloració del seus clorurs. Publicà el seus descobriments el 1804. La Royal Society li concedí la Medalla Copley el 1804, per la intricada experimentació que hi havia darrere d'aquests aïllaments.
El 1813 fou elegit membre de la càtedra de química de la Universitat de Cambridge. Conegut com un clar pensador i científic experimental, la seva primera sèrie de conferències el 1814 sobre la història de la química rebé crítiques molt favorables.